# 3-オキソ-5α-ステロイド-4-デヒドロゲナーゼ

ステロイド生合成経路。

3-オキソ-5α-ステロイド-4-デヒドロゲナーゼ（3-oxo-5-alpha-steroid 4-dehydrogenase）または5α-レダクターゼ（5α-reductase）はステロイドの代謝に関与する酵素の一つである。胆汁酸合成、アンドロゲンおよびエストロゲン代謝の3物質の代謝経路に関与する。
3-オキソ-5α-ステロイド-4-デヒドロゲナーゼは代謝経路中で以下の反応を触媒する。
3-オキソ-5α-ステロイド + 受容体 {\displaystyle {\ce {<=>}}} 3-オキソ-δ4-ステロイド + 還元型受容体

## 機能
男性ホルモンのテストステロンを、より強力なジヒドロテストステロンに変換する。

テストステロン
ジヒドロテストステロン

この他、神経ステロイドであるアロプレグナノロン、テトラヒドロデオキシコルチコステロンを合成する。

## アイソザイム
この酵素には、ステロイド-5-α-レダクターゼ1と2(SRD5A1、SRD5A2)の2種のアイソザイムが存在する。
2つ目の欠損症は半陰陽を引き起こす5α還元酵素欠損症である。

## 合成と抑制
この酵素は男性の特異組織、すなわち、皮膚、精嚢、前立腺および精巣上体でのみ合成される。
この酵素の抑制によりジヒドロテストステロン濃度が減少し、テストステロンとおそらくエストラジオールの濃度が増加する。女性化乳房は3-オキソ-5α-ステロイド-4-デヒドロゲナーゼ抑制の副作用によるものである。

## 組織名と別名
組織名は3-oxo-5α-steroid:acceptor δ4-oxidoreductaseで、別名には以下のものがある。
- steroid 5α-reductase
- 3-oxosteroid δ4-dehydrogenase
- 3-oxo-5α-steroid δ4-dehydrogenase
- steroid δ4-5α-reductase
- δ4-3-keto steroid 5α-reductase
- δ4-3-oxo steroid reductase
- δ4-3-ketosteroid5α-oxidoreductase
- δ4-3-oxosteroid-5α-reductase
- 3-keto-δ4-steroid-5α-reductase
- 5α-reductase
- testosterone 5α-reductase
- 4-ene-3-ketosteroid-5α-oxidoreductase
- δ4-5α-dehydrogenase
- 3-oxo-5α-steroid:(acceptor) δ4-oxidoreductase